# 2013 في فلسطين
أحداث عام 2013 في فلسطين

## الحكم السياسي
الرئاسة : محمود عباس
رئاسة الوزراء :
الضفة الغربية : سلام فياض 
قطاع غزة : إسماعيل هنية

## أبرز الاحداث
- 4 يناير - محمود عباس يوقع مراسيم باعتماد تسمية «دولة فلسطين» رسميًا [1]
- 12 يناير - شمعون بيريز يعترف ضمنًا باغتيال ياسر عرفات [2]
- 31 يناير - الخارجية الإسرائيلية تسحب شريطًا دعائيًا يظهر اختفاء قبة الصخرة [3]
- 9 فبراير - قبرص ترفع مستوى التمثيل الدبلوماسي لفلسطين إلى سفارة دولة فلسطين [4]
- 16 مارس - وفاة 15 معتمر فلسطيني من محافظة جنين في حادث سير في الأردن [5]

## وفيات
- 7 فبراير: شوقي أرملي، دبلوماسي فلسطيني كان سفيرًا لمنظمة التحرير الفلسطينية لدى اليونان وبلجيكا.
- 28 مايو: عبد العزيز شاهين، سياسي فلسطيني، كان وزيرًا للتموين وعضوًا في المجلسين الوطني والتشريعي.